# Мульор Гарсия, Хусто
Хусто Мульор Гарсия (исп. Justo Mullor García), (8 мая 1932, Испания — 30 декабря 2016) — испанский католический прелат и ватиканский дипломат. Титулярный архиепископ Эмериты Августы с 21 марта 1979 по 28 июля 1994. Титулярный архиепископ Больсены с 28 июля 1994. Апостольский нунций в Кот-д’Ивуаре с 22 марта 1979 по 3 мая 1985. Апостольский нунций в Буркина-Фасо с 2 мая 1979 по 3 мая 1985. Апостольский нунций в Нигере с 25 августа 1979 по 3 мая 1985. Постоянный наблюдатель Святого Престола при отделении ООН и специализированных учреждений ООН в Женеве с 3 мая 1985 по 30 ноября 1991. Апостольский нунций в Эстонии, Латвии и Литве с 30 ноября 1991 по 2 апреля 1997. Апостольский администратор Эстонии с 15 апреля 1992 по 2 апреля 1997. Апостольский нунций в Мексике со 2 апреля 1997 по 11 февраля 2000. Президент Папской Церковной Академии с 11 февраля 2000 по 13 октября 2007.

## Биография
8 декабря 1954 года был рукоположён в священника. С 1957 года проходил обучение в Папской Церковной академии. С 1975 по 1979 год был постоянным наблюдателем при Совете Европы.
21 марта 1979 года был назначен Римским папой Иоанном Павлом II титулярным архиепископом, а 22 марта 1979 года апостольским нунцием в Кот-д’Ивуаре. 27 мая 1979 года был рукоположён в епископа Римским папой Иоанном Павлом II. 2 мая 1979 года назначен апостольским про-нунцием в Буркина-Фасо и 25 августа 1979 года апостольским нунцием в Нигере.
С 3 мая 1985 года был Постоянным наблюдателем Святого Престола при отделении ООН и специализированных учреждений ООН в Женеве (ЮНОГ).
C 1985 по 1991 год работал в Государственном секретариате Ватикана.
30 ноября 1991 года был назначен апостольским нунцием в Латвию, Литву и Эстонию. 15 апреля 1992 года Святой Престол назначил Хусто Мульора Гарсию апостольским администратором Апостольской администратуры Эстонии, функции которого исполнял до 4 апреля 1997 года.
2 апреля 1997 года был направлен апостольским нунцием в Мексику.
C 2000 по 2007 год был ректором Папской церковной академии.